# امتمانسبرگ
امتمانسبرگ (به آلمانی: Emtmannsberg) یک شهر در آلمان است که در بایروث واقع شده‌است.